# عضلة صدغية

العضلة الصدغية.

العضلة الصدغية (بالإنجليزية: temporal muscle)‏، هي إحدى عضلات المضغ الأربع. توجد على السطح الوحشي من الجمجمة من كل جهة، وهي عضلة مثلثة الشكل.

## منشأ العضلة
تنشأ من الحفرة الصدغية للعظم الصدغي، وتحديداً من الخط الصدغي السفلي.

## مرتكز العضلة
ترتكز على الناتئ المنقاري للفك السفلي.

## وظيفة العضلة
ترفع الفك للأعلى لتطبق الأسنان السفلية على الأسنان العلوية، ويمكن جسها على العظم الصدغي متقلصة عند طبق الاسنان.

## معرض صور

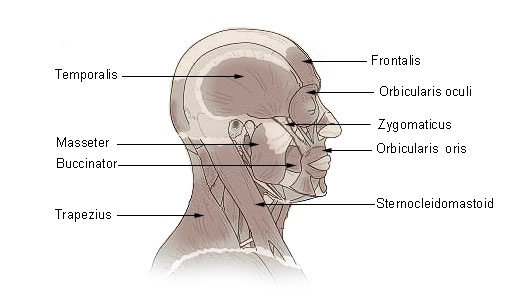
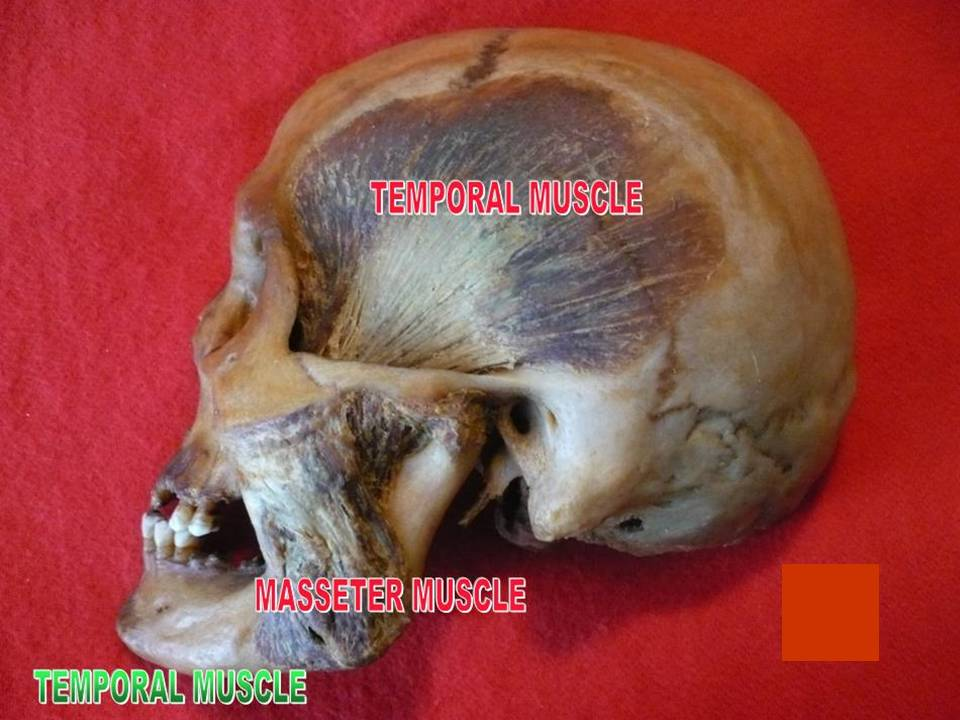